# نرمه‌چسبک (گیاه)
نرمه چسبک (نام علمی: Forsskaolea tenacissima) نام یک گونه از سرده نرمه‌چسبک است.